# (241527) Edwardwright
(241527) Edwardwright est un astéroïde de la ceinture principale.

## Description
(241527) Edwardwright est un astéroïde de la ceinture principale. Il fut découvert le 8 février 2010 aux États-Unis par le programme WISE. Il présente une orbite caractérisée par un demi-grand axe de 2,72 UA, une excentricité de 0,20 et une inclinaison de 7,2° par rapport à l'écliptique.

## Compléments